# 名古屋市立汐路小学校
名古屋市立汐路小学校（なごやしりつ しおじしょうがっこう）は、名古屋市瑞穂区御莨町にある公立小学校。

## 歴史
1939年（昭和14年）12月、御劔尋常小学校分校であったものが、汐路尋常小学校として独立開校した。
戦時体制下では汐路国民学校と名を変えた。その中途、集団疎開が実施され、児童270人が東加茂郡松平村内の正受寺など6ヶ寺において生活をすることとなった。その間、1945年（昭和20年）3月19日の名古屋大空襲において校舎を失っている。
戦後、1954年（昭和29年）4月には、名古屋市立陽明小学校新設に伴い、学区を分割している。

### 児童数の変遷
『愛知県小中学校誌』（2018年）によると、児童数の変遷は以下の通りである。
| 1947年（昭和22年） | 1338人 |  |
| 1957年（昭和32年） | 1920人 |  |
| 1967年（昭和42年） | 1297人 |  |
| 1977年（昭和52年） | 1244人 |  |
| 1987年（昭和62年） | 912人  |  |
| 1997年（平成9年）  | 617人  |  |
| 2007年（平成19年） | 689人  |  |
| 2017年（平成29年） | 658人  |  |

## 通学区域
所管する名古屋市教育委員会は、2018年（平成30年）9月1日現在、瑞穂区のうち、石川町・御莨町・大殿町・川澄町・駒場町・桜見町・佐渡町・汐路町1～3丁目・松月町・洲雲町・高田町・東栄町・中山町・初日町・瑞穂町（字川澄・字高田）・瑞穂通1～2丁目・村上町の全域および田辺通1～2丁目・檀渓通の各一部を通学区域として指定している。
また、卒業後の進学先は名古屋市立汐路中学校となっている。

## 交通アクセス
- 名古屋市営地下鉄桜通線 瑞穂区役所駅が最寄り駅であり、名古屋市営バス博物館停留所が最寄りバス停である[WEB 1]。

## 主な出身者
- 大岩一貴 - プロサッカー選手[WEB 4]
- 香里奈（モデル・女優）
- 大江恵（ジャズシンガー ）
- 小塚崇彦（フィギュアスケート選手）

### WEB
1. 1 2  名古屋市役所教育委員会事務局総務部企画経理課企画統計係 (2018年9月18日). “瑞穂区の小・中学校一覧”.   名古屋市. 2018年11月14日閲覧。
2. ↑  名古屋市教育委員会事務局総務部教育環境計画室計画係 (2018年9月1日). “名古屋市立小・中学校の通学区域一覧（瑞穂区）” (PDF).   名古屋市. 2018年11月15日閲覧。
3. ↑  名古屋市教育委員会事務局総務部教育環境計画室計画係 (2018年4月1日). “名古屋市立中学校区一覧（小→中）” (PDF).   名古屋市. 2018年11月14日閲覧。
4. ↑  “大岩　一貴選手　加入内定について”.   ジェフユナイテッド (2011年11月7日). 2018年11月28日閲覧。

### 書籍
1. ↑  瑞穂区制施行50周年記念事業実行委員会 1994, p. 302.
2. ↑  瑞穂区制施行50周年記念事業実行委員会 1994, p. 331.
3. ↑  瑞穂区制施行50周年記念事業実行委員会 1994, p. 323.
4. ↑  瑞穂区制施行50周年記念事業実行委員会 1994, p. 408.
5. ↑  六三制教育七十周年記念 愛知県小中学校誌 合同記念誌編集特別委員会 2018, p. 215.